# 瑟蒙特 (馬里蘭州)
瑟蒙特（英語：Thurmont）是一個位於美國馬里蘭州弗雷德里克縣的市鎮。

## 人口
根據2020年美國人口普查的數據，瑟蒙特的面積為8.08平方千米，當中陸地面積為8.05平方千米，而水域面積為0.03平方千米。當地共有人口6213人，而人口密度為每平方千米769人。